# KI・SE・KI
「KI・SE・KI」（キセキ）は、日本の女性歌手グループ、BeForUのデビューシングルである。

## 解説
2004年11月18日にKONAMIよりコナミスタイル限定通販でリリースされた。DVDには「KI・SE・KI」のプロモーションビデオとメイキングビデオ、メンバーへのインタビューが収録されている。メンバーが6人になって初めて発表された楽曲である。
『beatmaniaIIDX11 IIDX RED』、『Dance Dance Revolution Festival』提供曲。カップリング曲のうち、「約束」は本作に初収録された新曲。

## 収録曲

### CD
1. KI・SE・KI
作詞：小坂りゆ
作曲・編曲：前田尚紀
2. チカラ（Re-arrenged version）
作詞：小坂りゆ
作曲：前田尚紀
編曲：明石昌夫
3. Firefly（add Vocal&Mix）
作詞：小坂りゆ
作曲・編曲：前田尚紀
4. GRADUATION（New Vocal&Mix）
作詞：小坂りゆ
作曲・編曲：前田尚紀
5. 約束
作詞：小坂りゆ
作曲：前田尚紀
編曲：明石昌夫
6. KI・SE・KI（KARAOKE version）

### DVD
1. inside KI・SE・KI（making the video）
2. KI・SE・KI（music clip）
3. DDR FESTIVAL（information movie）